# خانه پروفسور حسابی
خانهٔ پروفسور حسابی مربوط به اواخر دوره قاجار است و در تهران، خیابان وحدت اسلامی ـ خیابان حاج ترخانی، پلاک ۴۷ واقع شده؛ این بنا در تاریخ ۲۹ تیر ۱۳۷۷ با شمارهٔ ثبت ۲۰۷۰ به‌عنوان یکی از آثار ملی ایران به ثبت رسیده است.